# Маргуз Буюрук-хан
Маргуз Буюрук-хан (? — ок. 1150) — правитель государства кереитов (1125 — 1150).

## Имя
Имя Маргуз, происходящее от христианского имени Марк, в истории кереитов встречается трижды, при этом с разбросом почти в 150 лет: так, помимо Маргуза Буюрук-хана в 1007 году упоминается вождь цзубу, обратившийся к несторианскому митрополиту в городе Мерве с просьбой принять его в христианскую веру вместе с народом и получивший при крещении имя Маргуз; другой хан по имени Маргуз вёл войну с династией Ляо и был убит киданями (1098—1100). Генетическая преемственность между этими тремя людьми остаётся неясной.
Христианская версия происхождения имени Маргуз была подвергнута критике академиком В. В. Бартольдом: «Дед Ван-хана носил имя Маргуз, в форме Маргус встречающееся у монголов и едва ли, вопреки высказывавшемуся иногда мнению, имеющее что-нибудь общее с христианским Марк».

## Биография
После разгрома государства Ляо чжурчжэнями в 1125 году Маргуз стал правителем независимого государства. Находился в дружеских отношениях с монголами, но с вассалами империи Цзинь татарами у него не было дружбы. После смерти монгольского Хабул-хана Маргуз возглавил кочевников для борьбы с чжурчжэнями. Когда император Цзинь Ваньянь Дигунай отдал приказ казнить правителей некоторых улусов, Маргуз был взят в плен татарским предводителем Нор-Буюрук ханом и доставлен к чжурчжэням. Чжурчжэни казнили Маргуза, пригвоздив того к «деревянному ослу». В. В. Бартольд датирует казнь Маргуза началом 50-х годов XII века, предполагая, что Маргуз был современником Елюй Даши, но погиб уже после смерти Хабул-хана в 1147 году.
Согласно рассказу, приведённому в «Сборнике летописей» Рашид ад-Дина, вдова Маргуза Кутуктай-Херикчи решила отомстить за гибель мужа. Отправив Нор-Буюрук хану «сто баранов, десять кобылиц и сто ундыров (мешков) кумыса», она приказала спрятаться в мешках сотне воинов. Когда татары сели пировать и разгрузили мешки, керeитские воины выбрались наружу и убили Нор-Буюрук хана и многих его людей.

### Семья и потомки
У Маргуза было двое сыновей; старшего из них звали Хурджакус Буюрук-хан. Младший сын Маргуза был известен под титулом гурхана (существует, однако, предположение, что «гурхан» могло быть именем этого человека), и, по предположению Л. Н. Гумилёва, мог возглавлять союз кереитов и монголов. Одним из внуков Маргуза был кереитский хан Тоорил, также известный как Ван-хан.